# Wszystko
Wszystko – polski krótkometrażowy film fabularny z 2011 roku. Pierwszy polski film finansowany przez internautów
.

## Opis fabuły
Film przedstawia historię młodego chłopaka podkochującego się w dziewczynie, która skądinąd go lubi i tego jak po pewnym czasie oboje zbliżają się do siebie.